# Stralsund: Doppelkopf
Doppelkopf ist ein deutscher Fernsehfilm von Thomas Durchschlag aus dem Jahr 2019. Es handelt sich um den 15. Filmbeitrag der ZDF-Kriminalfilmreihe Stralsund. In den Hauptrollen der Ermittler agieren Katharina Wackernagel und Alexander Held, Karim Günes, Johannes Zirner, Andreas Schröders und als Vorgesetzte Therese Hämer. Die Haupt-Gastrollen sind besetzt mit Simon Schwarz, Dagmar Leesch, Patrick von Blume, Magdalena Höfner, Nike Martens und Ralf Novak.
Obwohl der eher unscheinbare Bücherei-Angestellte Peter Thies unaufgeregt und völlig emotionslos gesteht, er habe Susanne Richter getötet, und Dinge weiß, die eigentlich nur der Täter wissen kann, bezweifeln Kriminalkommissarin Nina Petersen und ihre Kollegen, dass er ein Mörder ist. Sein Verhalten ist mehr als seltsam.

## Handlung

### Haupthandlung
Susanne Richter wird im Gebüsch, das an das Stralsunder Strandbad angrenzt, ermordet aufgefunden. Kriminalkommissarin Nina Petersen erkennt in ihr die Frau, die ihr am Vormittag in einer Boutique aufgefallen ist, weil sie sich exakt das gleiche Kleid ausgesucht hatte wie sie selbst. Ganz überraschend für alle meldet sich der Bücherei-Angestellte und Ornithologe Peter Thies im Kommissariat und behauptet breit grinsend und strahlend, er habe Susanne Richter getötet. Sein Auftreten ist mehr als sonderbar. Kommissariatsleiterin Caroline Seibert zieht den Verhörspezialisten Thomas Jung hinzu, der das Verhalten von Thies analysieren soll. Dieser hat inzwischen einen weiteren Mord gestanden, den an Jana Radic, der bisher nicht aufgeklärt worden ist. Thies gibt Einzelheiten preis, die eigentlich nur der Mörder wissen kann. Er behauptet, er habe Radic getötet und auf einem Feld in Ummanz vergraben.
Das Ehepaar Monika und Thorsten Weber hat dauernd Streit miteinander. Monika Weber hat das Gefühl, dass ihr Mann auch in Bezug auf die beiden Kinder alle unangenehmen Entscheidungen ihr überlässt. Thorsten Weber wiederum ist genervt, weil er meint, seine Frau meckere nur noch. Am Strand hatte Thorsten Weber versucht, Susanne Richter anzumachen. Er folgte ihr, als sie den Strand verlassen wollte, was von dem in einem Strandkorb sitzenden Peter Thies beobachtet wurde.
Thies erklärt sich bereit, die Polizeibeamten zur Leiche von Radic zu führen. An den von ihm bezeichneten Stellen wird jedoch keine Leiche gefunden. Plötzlich meint er, er könne sich nicht mehr erinnern. Mirko Kraus, ein hinzugezogener Psychiater, ist ebenso wie Kriminalrätin Seibert überzeugt, man habe den Täter. Petersen und Hidde sehen die Sache jedoch anders und legen sich mit ihrer Vorgesetzten an, woraufhin Seibert ihnen unterschwellig droht. Hidde ist sowieso nicht gut auf Seibert zu sprechen, da sie ihn in den Innendienst versetzen will, weil er eine Tauglichkeitsprüfung nicht bestanden hat. Das setzt dem empfindlichen Mann schwer zu. Thomas Jung wiederum soll auf Geheiß von Seibert einen Polygraphietest mit Peter Thies durchführen, was nur mit ausdrücklicher Zustimmung des Verdächtigen geschehen darf. Thies bleibt bei allen an ihn gestellten Fragen ganz ruhig; die weiteren Frauen, die er ermordet habe, seien Nadine Petershagen und Sandra Wagner.
Wie Hidde herausfindet, war Thies Mitglied in einem Männerchor. Er stößt in dessen spartanisch eingerichteter Wohnung auf eine Schallplatte des Chores, in dem die Männer Joseph von Eichendorffs vertontes Gedicht In einem kühlen Grunde singen. Diese Platte ist so gut wie das einzige persönliche Utensil in der Wohnung. Zusammen mit seinem Kollegen Uthmann sucht er Johannes Faber, den Chorleiter, auf. Über 20 Jahre habe Thies im Chor gesungen. Als Julius Rauch, sein Lebensgefährte, dann weggeblieben sei, sei auch er nicht mehr gekommen. Er habe eine wunderbare Stimme gehabt. Beide hätten sich im Chor kennengelernt. Rauch sei vor einem Jahr an Krebs gestorben. Thies habe ihn über alles geliebt. Jung hat inzwischen herausgefunden, dass Julius Rauch bis zu seinem Tod Sachbearbeiter bei der Generalstaatsanwaltschaft Rostock, Abteilung ungeklärte Vermisstenfälle, gewesen ist. Rauch hatte neben seiner Rostocker Wohnung auch ein Haus am Strelasund. Hidde ruft Petersen an und meint, eine Frage müsse man Thies noch stellen, es sei die nach Julius Rauch. Bei der Erwähnung dieses Namens zeigt Thies erstmals Gefühlsregungen und weicht von seinem bisher gezeigten schablonenhaften Verhalten ab. Er erzählt, Verbrechen hätten ihn und Julius fasziniert. Auf Petersens Vorhaltung, dass er Jana Radic und die anderen Frauen nicht getötet habe, stimmt er nun zu. Tieftraurig erläutert er, nur Julius habe ihn so geliebt, wie er sei, altmodisch und etwas seltsam. Er habe Julius, indem er die Akten der Frauen studiert habe, noch einmal nahe sein wollen so wie früher. Er habe einen Mann beobachtet, der Susanne Richter ins Gestrüpp gefolgt sei, als er wieder herausgekommen sei, habe er Blut an den Händen gehabt.
Als Petersen und Hidde und ihre Kollegen im Haus von Weber eintreffen, finden sie Frau Weber schlimm zugerichtet auf dem Boden liegend; am Strand stoßen sie auf Thorsten Weber, der sich widerstandslos festnehmen lässt. Caroline Seibert gibt zu, einen Fehler begangen zu haben. Außerdem teilt sie mit, dass sie mit sofortiger Wirkung ihre Position als Leiterin der Kripo Stralsund aufgegeben habe. Beim Abschied gelingt es ihr allerdings, Hidde zu überraschen: Sie zerreißt die von ihr angeordnete Versetzung Hiddes in den Innendienst vor seinen Augen.

### Nebenhandlung
Nina Petersen ist frisch verliebt in den Neuen im Team, Thomas Jung. Doch sie traut dem neuen Glück noch nicht so ganz, und tatsächlich wird ihr Vertrauen von Jung einige Male auf eine harte Probe gestellt. Karl Hidde sieht sich einer existenziellen Bedrohung ausgesetzt. Karim Uthman kämpft konstant mit dem Gefühl, nicht richtig dazuzugehören, weil er der Jüngste ist, oder weil er einen Migrationshintergrund hat – und auch, weil er es seinem Vater nicht rechtmachen kann, der nicht wollte, dass Karim zur Polizei geht.

## Produktion

### Produktionsnotizen
Musikalische Unterstützung bei den Filmarbeiten leisteten Mitglieder des Opernchors des Volkstheaters Rostock, Mitglieder des Opernchors des Theaters Vorpommern in Stralsund unter Leitung von Frank Flade. Die Produktionsleitung lag bei Ralph Retzlaff, die Aufnahmeleitung bei Jeannette Wolf und Frank Grocholl und die Herstellungsleitung bei Andreas Breyer. Es handelt sich um eine Produktion der Network Movie Film- und Fernsehproduktion Wolfgang Cimera im Auftrag des ZDF. Die Redaktion im ZDF lag bei Martin R. Neumann.

### Vorlage
An einer Stelle im Krimi klingt an, dass dieser Fall auf einer realen Vorlage basiert. Drehbuchautor Andreas Kanonenberg nahm zum Hintergrund der von ihm geschriebenen Geschichte in einem ZDF-Presseinterview wie folgt Stellung: „Sture Bergwall, bekannt geworden unter dem Namen Thomas Quick, war ein drogenabhängiger und psychisch gestörter schwedischer Staatsbürger, der in der geschlossenen Anstalt keine Drogen mehr bekam, um seine Sucht zu befriedigen. Das änderte sich schlagartig, als er erst einen Mord und dann im Laufe der Zeit immer mehr – insgesamt 33 – Morde gestand. Auf einmal stand er im Mittelpunkt des Interesses und bekam nicht nur wieder seine Psychopharmaka, sondern auch die Aufmerksamkeit des gesamten Strafverfolgungsapparats. Aufmerksamkeit, von der Quick ebenso abhängig wurde, wie von den Tabletten, die man ihm verabreichte. Der Fall hat in Schweden eine heftige Diskussion über die Arbeit der Polizei und der Behörden ausgelöst.“
Auf die Frage, was das Packende an den realen Ereignissen gewesen sei und was ihn zum Schreiben des Drehbuchs inspiriert habe antwortete Kanonenberg, erstens habe ihn interessiert, was einen Menschen dazu bringe, ein Verbrechen zu gestehen. Und zweitens, darauf aufbauend die Frage, was es mit Ermittlern mache, wenn sie auf einmal ‚anders herum‘ ermitteln müssen – also einem Täter nicht seine Schuld beweisen, sondern Beweise für eine Tat liefern müssen, die diese Schuld einwandfrei beweisen. Oder eben nicht. Ob in seine Charaktere persönliche Erfahrungen einfließen würden, beantwortete Kanonenberg folgendermaßen: „Ein Autorenkollege hat mal gesagt, dass alles Schreiben autobiografisch und gleichzeitig pure Fiktion ist. Das ist auf den ersten Blick widersprüchlich, macht aber total Sinn. Natürlich bedient man sich im eigenen Werkzeugkasten der Emotionen und Erfahrungen, und natürlich sind einem manche Figuren vertrauter als andere. Aber letztendlich geht es darum, zu verstehen, was Menschen antreibt.“ Das zentrale Thema in ‚Doppelkopf‘ sei zerbrochene Liebe, verlorene Liebe, neue Liebe und enttäuschte Liebe. „Daraus folgen die Angst vor Zurückweisung, Einsamkeit, Trauer, Wut und schließlich Gewalt.“ Wie weit er als Autor in die Dreharbeiten eingebunden sei wollte Suse Becker von Kanonenberg abschließend wissen. Er könne die Situation bei ‚Doppelkopf‘ eigentlich nur als „ideal“ bezeichnen, führte der Drehbuchautor aus. Die Entwicklungsarbeit mit Produktion und Redaktion sei „intensiv und produktiv“ gewesen, man habe viel Zeit gehabt, sich mit vielen Details des sehr komplexen Buches auseinanderzusetzen. Die „Gesichter des Formats“ hätten ihn mit offenen Armen aufgenommen, die Bucharbeit mit ihnen sei ein tolles Erlebnis gewesen. Auch die Zusammenarbeit mit dem Regisseur Thomas Durchschlag im Vorfeld sei „fantastisch“ gewesen.

## Rezeption

### Veröffentlichung, Einschaltquote
Doppelkopf wurde am 23. November 2019 zur Hauptsendezeit im ZDF erstausgestrahlt. 5,97 Millionen Zuschauer wollten den Film bei seiner Erstausstrahlung sehen. Das ergab einen Marktanteil von 20,1 Prozent.

### Kritik
Volker Bergmeister bewertete den Film auf der Seite tittelbach.tv, gab ihm 4½ von 6 möglichen Sternen, und fasste zusammen: „Seit zehn Jahren läuft die Krimireihe ‚Stralsund‘. Thomas Durchschlags ‚Doppelkopf‘ […] ist bereits der 15. Fall für Katharina Wackernagels Nina Petersen. In der Episode stellt Autor Andreas Kanonenberg die gewohnte Krimi-Dramaturgie auf den Kopf: Gleich zu Beginn gibt es ein Mordgeständnis, doch die Ermittler haben Zweifel, dass es sich bei dem Mann, der vorgibt eine Frau am Strand brutal getötet zu haben, um den wahren Täter handelt. Auch das Thema Liebe spielt eine wichtige Rolle und wird in vielen Facetten gezeigt: zerbrochen, verloren, neu, enttäuscht. Daraus resultiert: Trauer, Wut, Einsamkeit, Angst, Lethargie, Misstrauen, Gewalt. Eine starke Story, die auf einem echten Fall beruht.“ Die Story passe „wunderbar“ zur Figur der Ermittlerin. „Schauspielerisch“ überzeuge „vor allem Simon Schwarz als Peter Thies“. Diese „schwierigen, gespaltenen Charaktere“ könne Schwarz „exzellent spielen, nur müsse er vielleicht ein wenig aufpassen, sich nicht zu überspielen“. Unterm Strich sei dies ein richtig gutes ‚Stralsund‘-Jubiläum.
Für das Internetportal evangelisch.de nahm sich Tilmann P. Gangloff des Films an und meinte, der Titel ‚Doppelkopf‘ der Stralsund-Episode sei „eher irritierend als hilfreich“. Die Geschichte, die Drehbuchautor Andreas Kanonenberg erzähle sei jedoch „doppelt interessant, zumal sich die Handlung um eine äußerst faszinierende Figur“ drehe. Simon Schwarz verkörpere „eine Figur, wie es sie im TV-Krimi nicht alle Tage“ gebe. ‚Doppelkopf‘ erzähle „eine durchaus originelle Geschichte, aber dennoch“ sei es „Simon Schwarz, der den Film über den Durchschnitt“ hebe. Die „Verklärtheit“ bei seinem Geständnis verkörpere Schwarz „ohne jede Ironie und mit einer regelrechten Inbrunst“. „Frappierend“ sei allerdings „die Klischeehaftigkeit einer anderen Figur“. Von einigen Punkten abgesehen, zeichne sich Thomas Durchschlags Krimi „durch eine hintergründige Spannung aus, für die nicht zuletzt die sehr präsente Musik […]“ sorge, „die die Bilder mit viel Atmosphäre“ auflade. Dass ‚Doppelkopf‘ „auf einem authentischen schwedischen Fall“ basiert, mache „die Geschichte noch ungewöhnlicher“.
Tom Heise sprach in der Neuen Osnabrücker Zeitung von einer „rundum gelungene[n] Jubiläumsfolge abseits der Krimiroutine“ und gab dem Film fünf von sechs möglichen Sternen. Autor Andreas Kanonenberg sei „ein klasse Buch gelungen, das auf einer realen Vorlage beruht“. Neben der „von Simon Schwarz grandios gespielten Figur Thies“ erzähle der Film „auch von einer Ehe am Ende, die letztlich in die Katastrophe“ führe. Überhaupt sei „die Liebe in all ihren Erscheinungsformen und ihren teils fatalen Folgen das zentrale Thema des Krimis. Ein Fall, der das ganze Potential der Reihe zeig[e] und aus dem üblichen Krimiallerlei herausragt“.
Auch Wilfried Geldner fand im Fernsehmagazin Prisma nur lobende Worte für den Film. So warf er die Frage auf, „schwer genug“ sei „es wohl, glaubhaft einen Mörder zu spielen. Aber einen Täter spielen, der einen Mörder spielt, ohne womöglich einer zu sein?“ und kam zu dem Ergebnis: „Der Schauspieler Simon Schwarz, schütteres rötliches Haar – man kennt ihn aus vielen Filmen – kriegt das hin. Spielend, möchte man kalauernd sagen. Schwarz ist in der Folge ‚Doppelkopf‘ des ZDF-Samstagskrimis ‚Stralsund‘ ein wahrhaft geheimnisvoller Typ.“ Das Drehbuch spiele „alle Facetten der Liebe (und vor allem der verlorenen Liebe) durch, bis hin zum Serienmord“. Des Rätsels Lösung sei „zum Teil vorhersehbar – und doch ergreifend“. Abschließend stellte Geldner fest: „In seiner komisch-zynischen Konzentration, seinem atmosphärischen Timing und den nie nassforschen Faustkampf-Dialogen ist dies ein Krimi, der (fast) alles andere um Längen schlägt. Ein kleines Meisterwerk, das da der Drehbuchautor Andreas Kanonenberg und der Regisseur Thomas Durchschlag geschaffen haben.“
Johannes von der Gathen meinte in der Volksstimme, dieser „Psycho-Krimi im Zweiten“, sei „eine harte Nuss für das Team von der Ostsee“. Der „eindringlich“ von Simon Schwarz gespielte Peter Thies entpuppe sich „als hochintelligenter Einzelgänger, der alle Details der Tat minutiös schildert und die Verhöre und den Rummel um seine Person sichtlich“ genieße. Drehbuchautor Thomas Kanonenberg konzentriere sich „in seinem ‚Stralsund‘-Debüt ganz auf das durchaus faszinierende Porträt eines geltungssüchtigen, tiefverletzten Außenseiters“. Den verkörpere Simon Schwarz „mit bewundernswerter Präsenz und Abgebrühtheit“. Aber „die Spannung“ lasse „in diesem Psycho-Drama leider etwas zu wünschen übrig“. Als Zuschauer bleibe man „trotzdem dabei, weil man dem sympathischen Team gerne bei der Arbeit“ zuschaue.